# Microsoft Visio

Logotipo do Microsoft Visio

Microsoft Visio é um aplicativo para criação de diagramas no ambiente Windows. O programa permite gerar diversos tipos de diagramas, como organogramas, fluxogramas, modelagem de dados (utilizando UML ou outras notações gráficas), diagramas de redes, plantas baixas, cartazes, entre outros.
O Visio é posicionado entre softwares de CAD e programas de desenho artístico, oferecendo uma interface acessível para a criação de diagramas técnicos e profissionais. Embora não possua a precisão de ferramentas como o AutoCAD ou os recursos artísticos do Paint, é amplamente utilizado para aplicações rápidas e diagramas de uso pessoal ou profissional.
O Visio está disponível em duas edições principais: Standard e Professional. Ambas compartilham a mesma interface, mas a edição Professional inclui funcionalidades adicionais, como modelos avançados de diagramas, ferramentas de validação, integração com fontes de dados externas e suporte a diagramas de processos de negócios.
O produto foi originalmente desenvolvido pela Visio Corporation, uma empresa independente fundada em 1989. Em 7 de janeiro de 2000, a Microsoft concluiu a aquisição da Visio Corporation por aproximadamente 1,5 bilhão de dólares em ações, integrando o Visio ao seu portfólio de produtos de produtividade.